# 사마귀 (2025년 영화)
"사마귀"(영어: Mantis)는 2025년 공개 예정인 대한민국의 범죄 액션 영화이다. 이태성이 감독을 맡았으며, 영화 《길복순》의 스핀오프 작품이다.